# Ron Gostick
Ronald A. Gostick (* 18. Juli 1918 in Wales; † 16. Juli 2005 in Flesherton, Ontario, Kanada) war über Jahrzehnte eine wichtige Person in der extremen Rechten Kanadas und Gründer der Canadian League of Rights.
Gostick war zunächst in der Canadian Social Credit–Bewegung engagiert. Später veröffentlichte er über 50 Jahre lang extrem rechte und antisemitische Schriften. Zu seinen Büchern gehören Canadian Intelligence Service und On Target!.